# Sanktuarium św. Faustyny w Warszawie

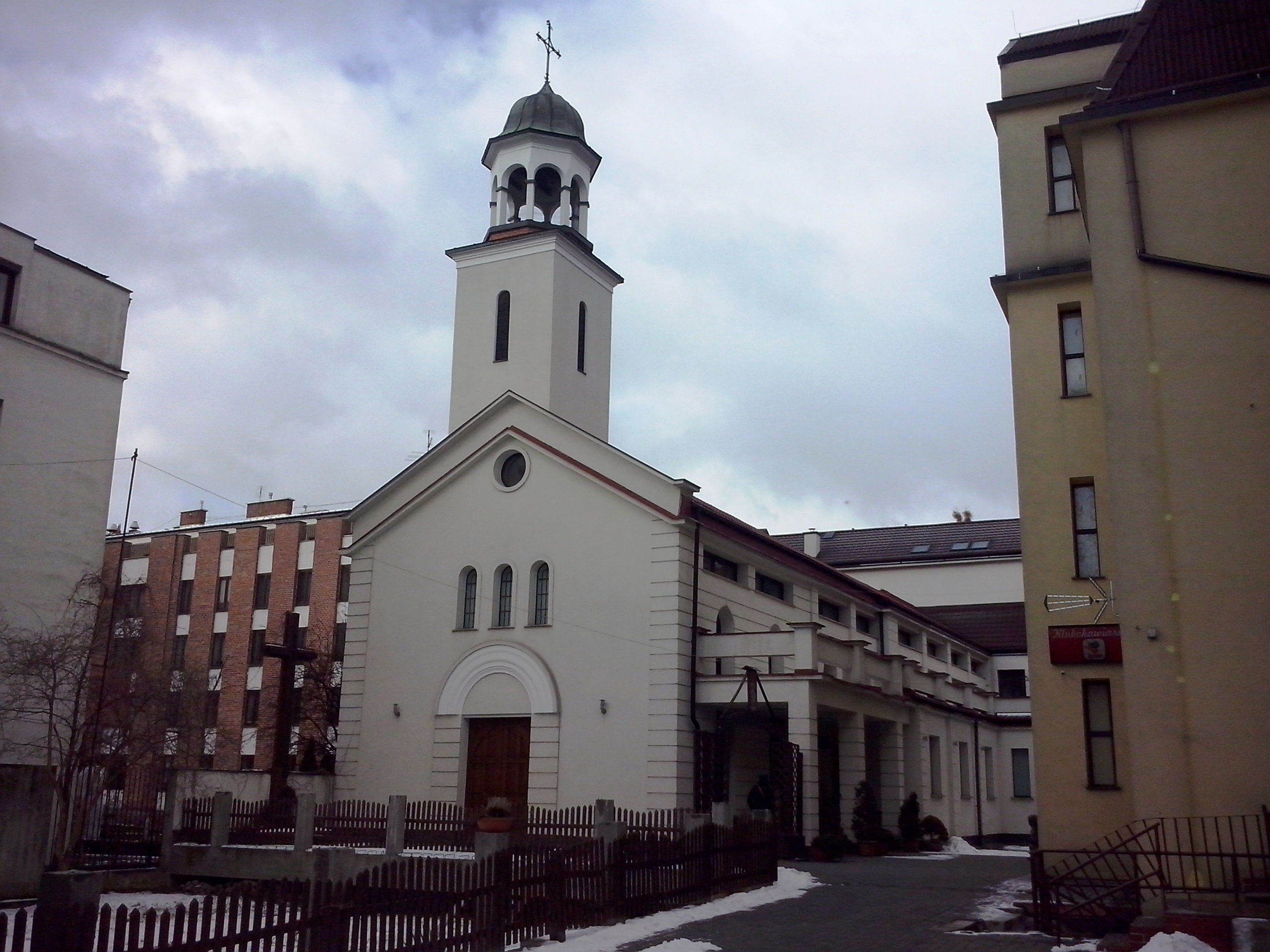
Sanktuarium, wejście główne

Sanktuarium św. Faustyny – rzymskokatolicka świątynia w Warszawie.
Od roku 1981 jest ośrodkiem parafii, obecnie parafii Miłosierdzia Bożego i św. Faustyny. W latach 1863–1944 budynek służył jako wewnętrzna kaplica usytuowana w kompleksie zakonnym Sióstr Miłosierdzia Bożego; zniszczony w czasie powstania warszawskiego, pozostawał ruiną do początków XXI wieku, kiedy to został przebudowany do obecnego stanu. Budynek i jego bezpośrednie okolice zyskały symboliczny status w latach 80. XX wieku; były one ośrodkiem sztuki niezależnej, silnie nasyconej polityczną opozycją do oficjalnego reżimu. Obecnie kościół jest znany przede wszystkim jako związany ze św. Faustyną Kowalską, która została przyjęta do sąsiedniego klasztoru w roku 1925.

## Kaplica zakonna

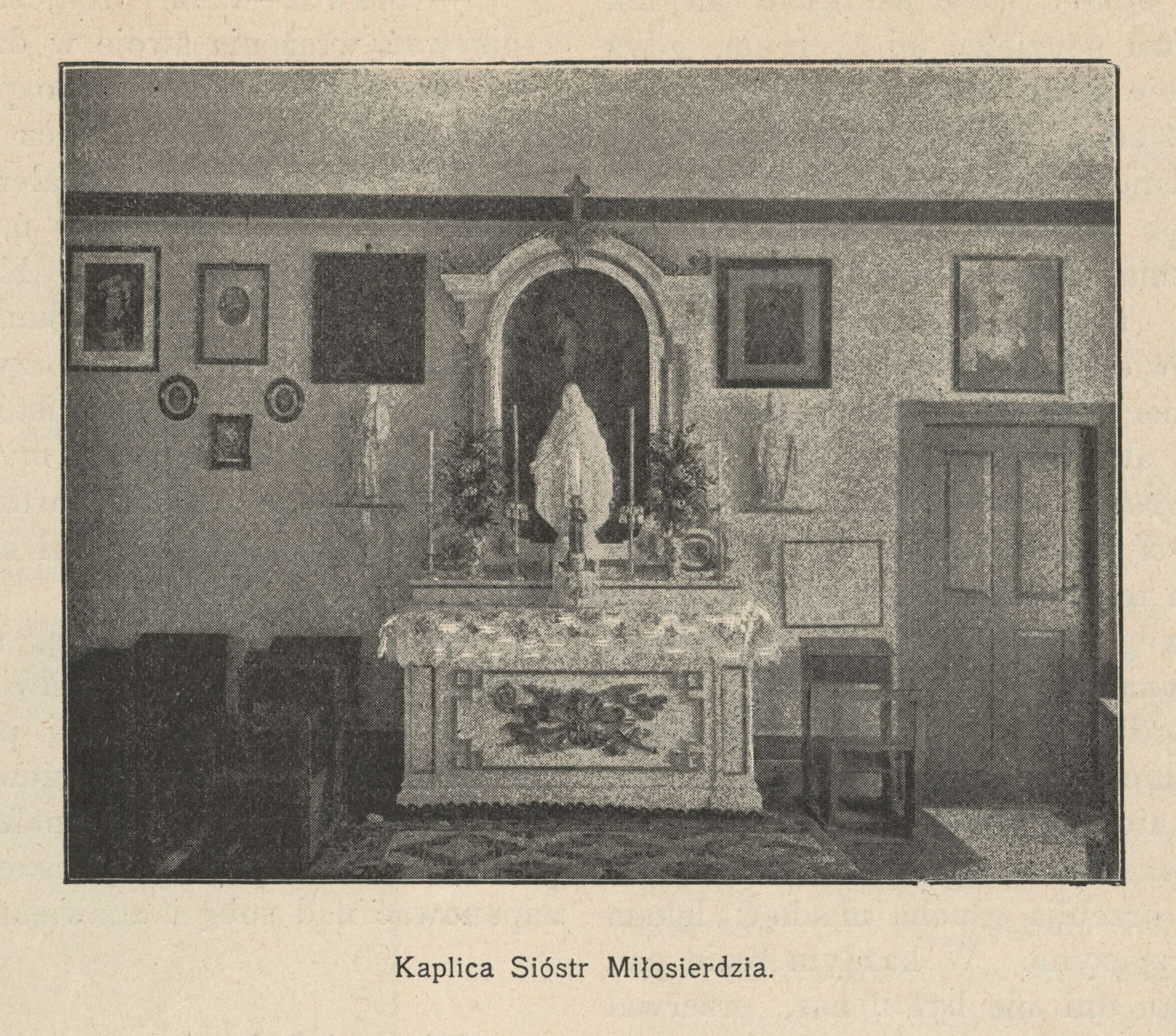
kaplica, koniec XIX wieku

Duża działka obramowana ulicami Żytnią, Żelazną i Wronią w podówczas półwiejskiej dzielnicy Wola została w roku 1862 nabyta od Ksawerego Pusłowskiego przez arcybiskupa Warszawy, Zygmunta Szczęsnego Felińskiego. W tym samym roku Feliński przekazał zachodnią część parceli zakonowi Sióstr Miłosierdzia Bożego, właśnie założonemu w Warszawie, by wspierać młode kobiety z marginesu, z czasem powszechnie znane jako „magdalenki”. Po zajęciu działki siostry zaadaptowały istniejący drewniany dworek na kaplicę; została ona konsekrowana 1 listopada 1862 roku. Dalsza rozbudowa klasztoru zbiegła się z wybuchem powstania styczniowego i następującymi w związku z nim rosyjskimi represjami wobec domniemanych ośrodków rebelii; represje dotknęły również Kościół katolicki i zakony. Aby uniknąć represji, zakon na Żytniej częściowo zszedł do podziemia, a klasztor oficjalnie funkcjonował jako „dom pomocy i miłosierdzia”.
W roku 1873 przeorysza matka Teresa, prywatnie księżna Ewa Potocka, przeznaczyła znaczną sumę z prywatnej kieszeni na budowę nowej kaplicy. Zaprojektował ją Władysław Kosmowski, znany już architekt i autor kilku budowli kościelnych. Skromna nowa konstrukcja została zbudowana z cegieł i zastąpiła wcześniejszy drewniany budynek. Aby oszukać rosyjską administrację, ta mała, jednonawowa świątynia o podstawie 8 x 17 metrów została przykryta płaskim dachem; główne wejście znajdowało się na wewnętrznym dziedzińcu klasztornym, a niewielka absyda ołtarzowa, wysunięta w stronę ulicy Żytniej, została zakamuflowana poprzez obudowanie jej budynkiem mieszkalnym. Wnętrze było określane jako nawiązujące do stylu neoromańskiego.
Kaplica służyła Siostrom Miłosierdzia i ich protegowanym, “upadłym i zaniedbanym dziewczętom”, zakwaterowanym w osobnym skrzydle klasztoru; goście z zewnątrz mogli odwiedzać kompleks tylko raz w roku, na Wielkanoc. Najsłynniejsza polska mistyczka, znana potem jako św. Faustyna, została przyjęta do zakonu w roku 1925 i okresowo mieszkała na Żytniej do roku 1933. Budynek nie przeszedł żadnych zmian architektonicznych przez 63 lata, aczkolwiek możliwe, że dekoracje wnętrza systematycznie modyfikowano; ich najbardziej znanym elementem była podobno bardzo wierna kopia obrazu Matki Boskiej Częstochowskiej. Kaplica przeszła poważną przebudowę w latach 1936–1938. Główna nawa została wydłużona o kilka metrów, wzdłuż ściany zachodniej dodano nawę boczną, prezbiterium zostało poszerzone, a przy rogu południowo-zachodnim zbudowano dzwonnicę; kaplica zmieniła się w niewielki kościół i tak też wspominana jest w niektórych źródłach. 

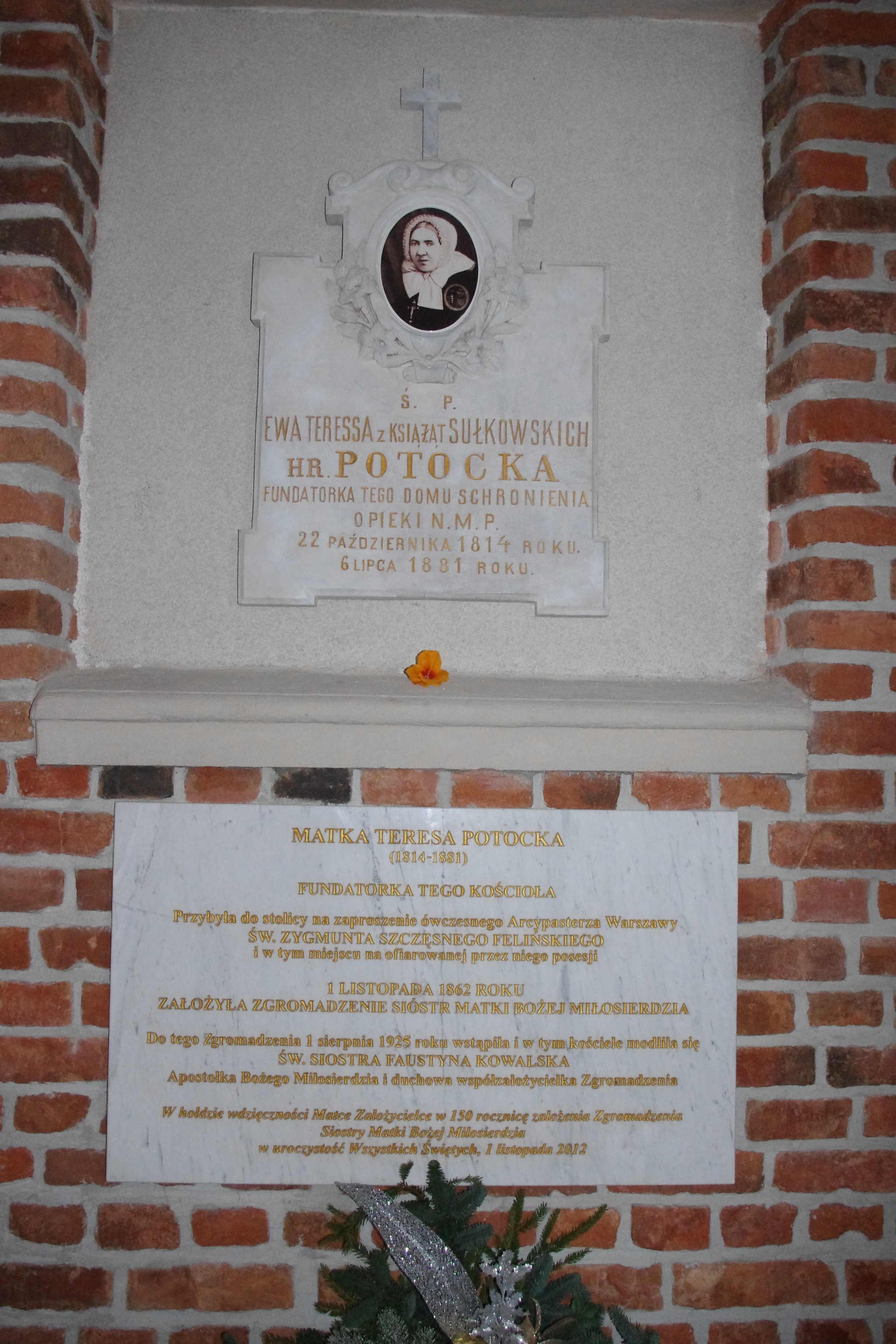
tablica upamiętniająca ks. Potocką

W czasie bitwy o Warszawę w roku 1939 siostry zajmowały się rannymi żołnierzami. Podczas okupacji kompleks nadal służył oryginalnym celom i odmiennie niż w przypadku wielu innych zakonów, Niemcy nie eksmitowali sióstr. Od roku 1940 budynki znalazły się w bezpośrednim sąsiedztwie muru getta; znane są przypadki żydowskich dziewcząt, które uciekając znalazły schronienie w klasztorze. 2 sierpnia 1944 siostry udostępniły kaplicę pododdziałom batalionu Parasol, którzy kontrolował okolicę; po południu tego dnia powstańcy uczestniczyli we mszy świętej.
Oddziały niemieckie zdobyły kwartał 9 sierpnia 1944 roku; nie wiadomo, czy toczyły się w tym rejonie jakieś walki. Niemcy eksmitowali wszystkie siostry i około 200 ich podopiecznych, które skierowano do jednego z obozów koncentracyjnych; jedna zakonnica została zastrzelona na miejscu za odmowę opuszczenia klasztoru. Wkrótce potem kompleks został celowo spalony przez Niemców. Kościół stracił całe drewniane i metalowe wyposażenie włącznie z dachem; zostały osmalone, częściowo uszkodzone drewniane mury.

## Ruina

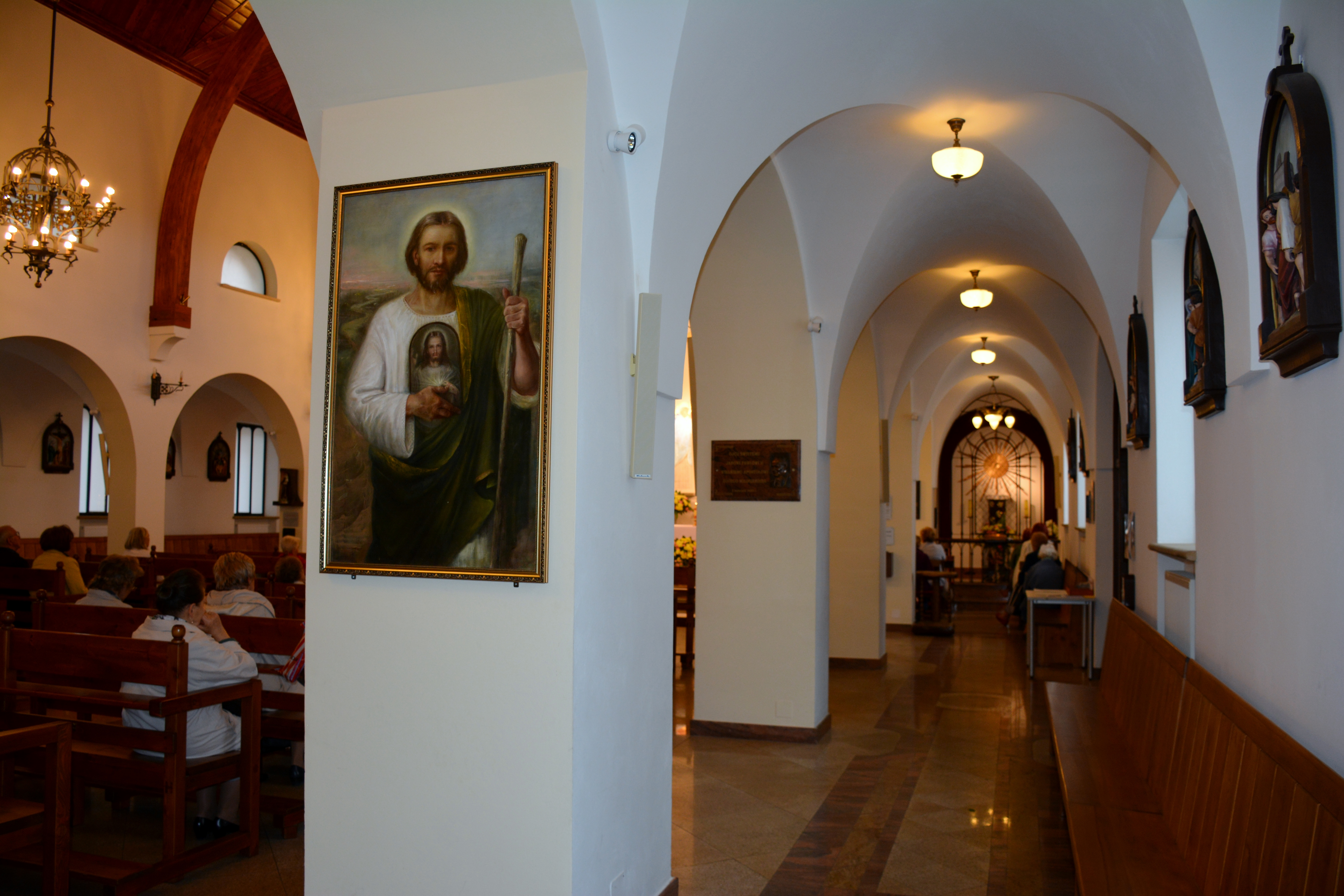
nawa wschodnia, widok obecny

Po wojnie poklasztorny kompleks przez całe dekady pozostawał ogrodzoną ruiną z na pół zburzonymi budynkami, prowizorycznymi drewnianymi baraczkami i zwałami gruzów; stan niektórych konstrukcji pogorszył się, gdy okoliczni mieszkańcy na własną rękę szukali nadających się do ponownego użytku cegieł. Kiedy Siostrom Miłosierdzia udało się odzyskać własność, skoncentrowały się one na odbudowie głównego budynku klasztornego i oddziału dla dziewcząt. Ponieważ władze odmówiły pozwolenia na odbudowę kościoła, siostry zaadaptowały jedno z większych pomieszczeń w odbudowanym klasztorze jako nową kaplicę. W miarę upływu czasu nieodbudowana część działki, włącznie z ruinami kościoła, porosła samosiejką; gałęzie drzew wyrosłych w dawnej nawie głównej sięgały ponad mury. Do początku lat 1970. kościół był jedyną przedwojenną warszawską świątynią, której nie odbudowano; zagruzowana ogrodzona działka odróżniała się coraz bardziej od sąsiednich kwartałów, zabudowanych nowymi dużymi budynkami mieszkalnymi.
W roku 1973 ruinami zainteresował się ks. Wojciech Czarnowski (1940-2019), kapłan pełniący posługę duchową w klasztorze Sióstr Miłosierdzia. Na krótko przed Wielkanocą przy pomocy kilku miejscowych włamał się on na teren ogrodzonej działki i w pospiesznie uporządkowanych ruinach kruchty Czarnowski po raz pierwszy od 29 lat odprawił nabożeństwo. Przez cały kolejny rok Czarnowski i sąsiedni mieszkańcy usuwali śmieci i gruz, wycinali roślinność i prowizorycznie uszczelniali ściany ruin kościoła; prace – formalnie nielegalne zważywszy na status działki – zostały ukoronowane zamontowaniem folii PVC jako tymczasowego dachu. Jednocześnie arcybiskupstwo ponowiło próby uzyskania pozwolenia na odbudowę, uzyskanego na krótko przed Wielkanocą 1974. W kwietniu 1974 obiekt odwiedził prymas Stefan Wyszyński, który konsekrował kościół pod wezwaniem Miłosierdzia Bożego. W roku 1977 wojewódzkie biuro konserwatora zabytków – do tej pory niezainteresowane budynkiem – formalnie zaaprobowało plany rekonstrukcji, aczkolwiek warunki tej zgody pozostają niejasne; według jednego źródła "ściany powinny pozostać nienaruszone", według innego wnętrze miało „zachować ślady przeszłości”.

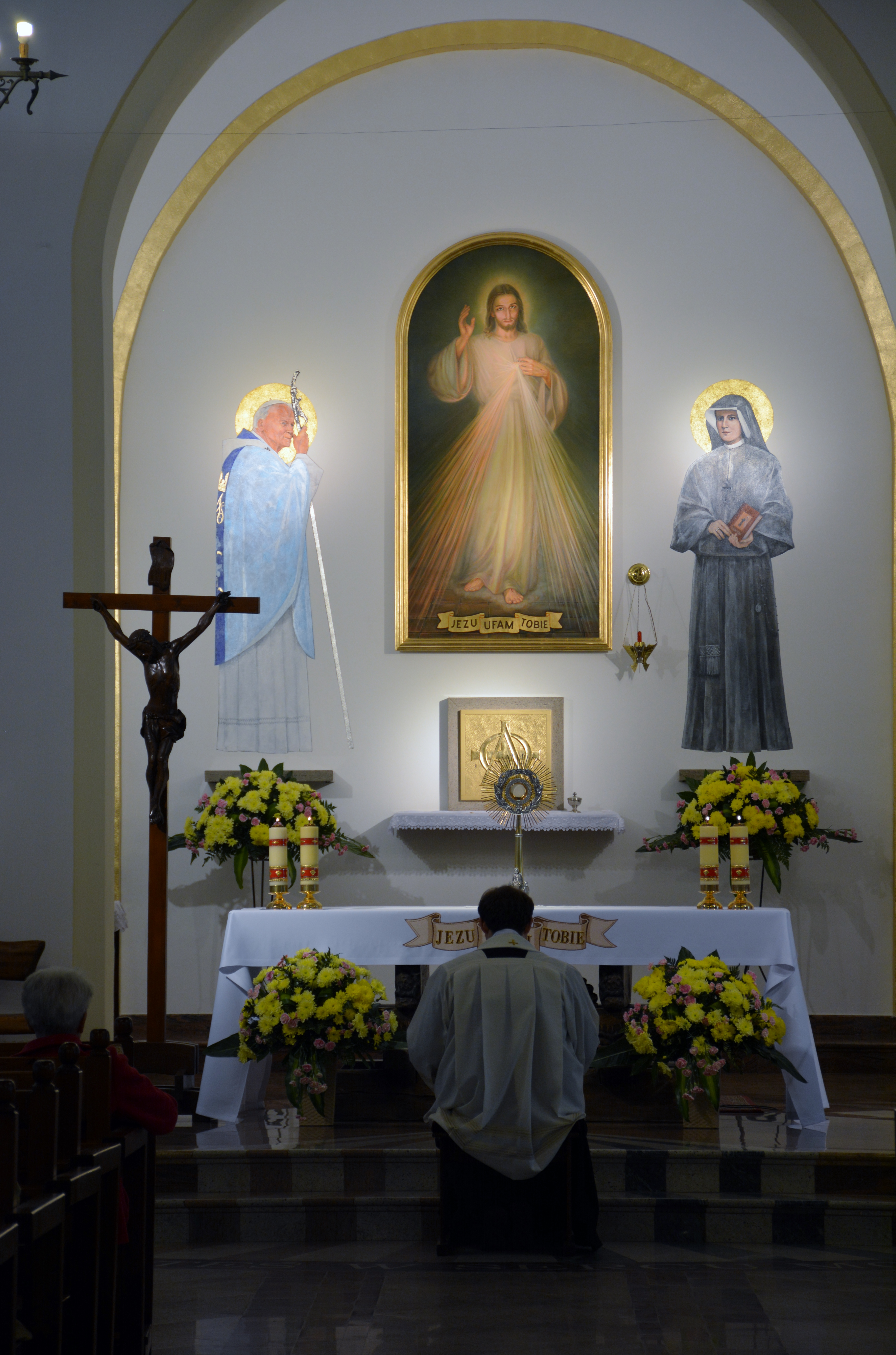
ołtarz, widok obecny

Czarnowski i mieszkańcy Woli nadal starali się odbudować kościół i zagospodarować zrujnowaną działkę. Jako inicjatywa grupki osób poświęcających swój czas wolny prace posuwały się naprzód bardzo powoli; okoliczni wierni wszystkie roboty wykonywali własnymi rękoma oraz w miarę posiadanych środków, czasu i kompetencji. Zgodnie z radą prymasa miejsce zostało oficjalnie nazwane “Sekretariatem Episkopatu Polski”; celem tego zabiegu było utrudnienie ewentualnej i spodziewanej kontrakcji ze strony władz. Ponieważ działka była obszerna, Czarnowski planował stworzenie na niej ośrodka wykraczającego poza funkcje sakralne, z czytelnią, przedszkolem i innymi podobnymi obiektami; planował również nawiązać do pamięci getta i powstania warszawskiego.
W początku lat 1980. kościół – nadal niewiele więcej niż zamknięta ruina bez żadnego wyposażenia – został świątynią parafialną nowo założonej parafii Miłosierdzia Bożego, wydzielonej z terenu dwu sąsiednich parafii. Według jednego ze źródeł z apostolskiego punktu widzenia nie istniała potrzeba erygowania nowej parafii; zabieg ten był manewrem wyprzedzającym w wojnie między Kościołem a państwem. Jego celem miało być jakoby uniemożliwienie wyburzenia całego kwartału pod planowaną dużą ulicę przelotową. Parafia została oficjalnie erygowana 15 grudnia 1980, a ks. Czarnowski został jej pierwszym proboszczem.

## Ośrodek sztuki niezależnej

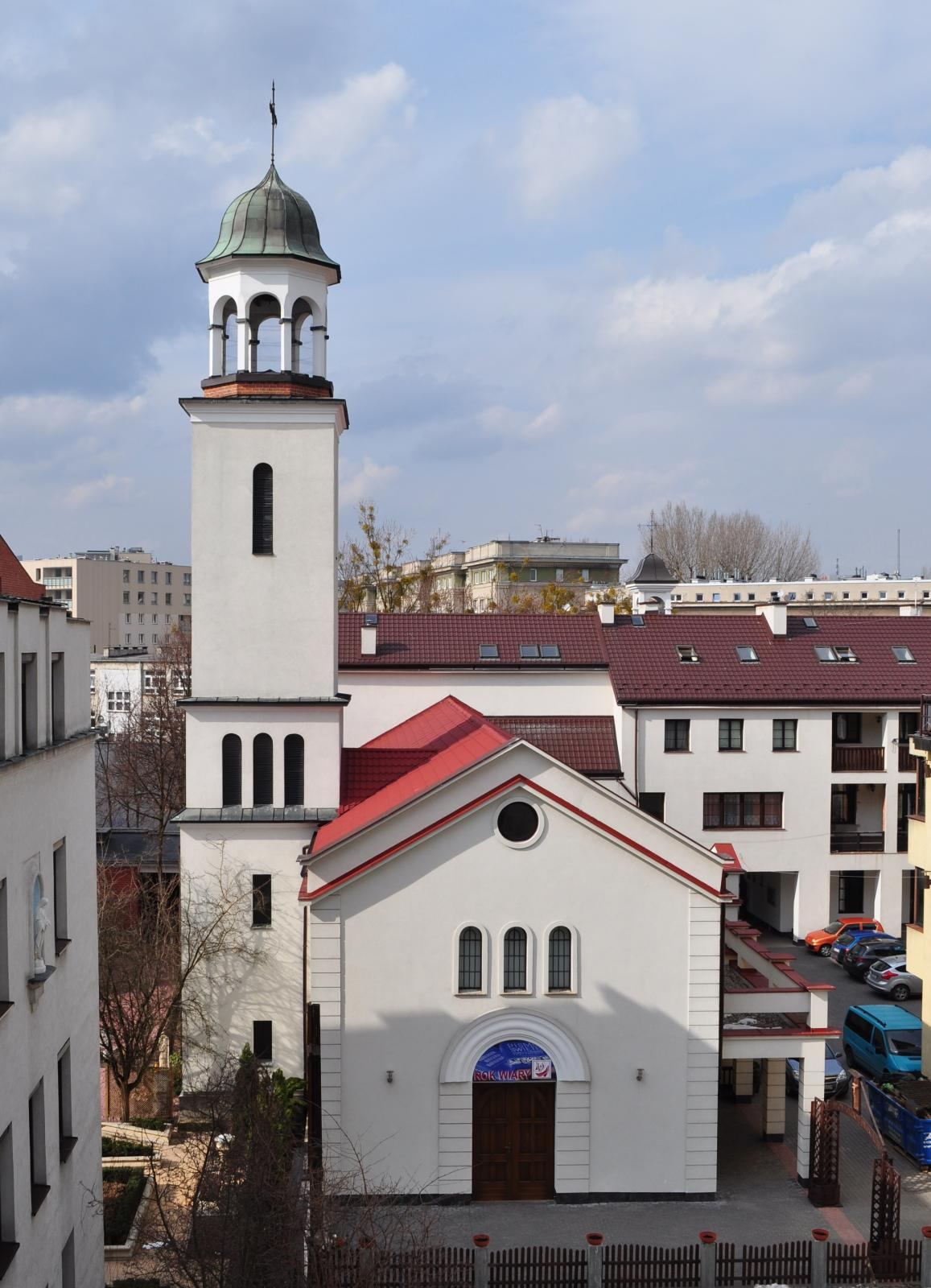
fasada południowa, widok obecny

Po wprowadzeniu stanu wojennego wielu artystów niechętnie uczestniczyło w oficjalnych strukturach, uważanych za ekspozyturę totalitarnego państwa; szukając alternatywnych dróg kontaktu z odbiorcą coraz bardziej zwracali się ku strukturom kościelnym. W roku 1983 historyk sztuki i kurator Janusz Bogucki oraz jego żona Nina Smolarz zwrócili uwagę na kościół Miłosierdzia Bożego; za zgodą rady parafialnej i przy współpracy proboszcza Czarnowskiego zorganizowali dwutygodniową wystawę zaprojektowaną jako multimedialne wydarzenie artystyczne. Zatytułowana Znak krzyża, eksplorowała one związki między kulturą a religią. Uczestniczyło 106 malarzy, rzeźbiarzy i fotografików; ekspozycji ich prac towarzyszyły inscenizacje teatralne, instalacje, koncerty i recital, często w wykonaniu czołowych polskich artystów. Bogucki sformatował wystawę zgodnie z teorią Haralda Szeemana, według której formuła wystawiennicza typu “white cube” powinna ustąpić miejsca wystawom w naturalnej scenerii. Rezultat był nadzwyczajny i nowatorski, a dzieła sztuki przeplatały się z workami cementu, stosami cegieł i zwojami kabli; między eksponatami robotnicy pchali taczki z materiałem budowlanym.
Znak krzyża okazał się przełomowym doświadczeniem artystycznym, ale również kościół Miłosierdzia Bożego wystąpił w zupełnie nowej roli. Wkrótce gościł on kolejne inicjatywy artystyczne i od lata 1983 budynki parafialne niemal bez przerwy służyły już jako ośrodek sztuki niezależnej; samo miejsce zyskało w krótkim czasie status słynnego w całym kraju dysydenckiego centrum kultury. W latach 1983–85 na parafii gościły cykliczne wystawy Obecność, Zaduszki poetyckie i inne inicjatywy typu performance autorstwa Akademii Ruchu, seminaria jak Tydzień Kultury Chrześcijańskiej, w którym uczestniczyło 44 pisarzy, awangardowe sztuki teatralne – często objęte zapisem cenzury, jak Raport z Oblężonego Miasta w wykonaniu Teatru Ósmego Dnia, wieczory poetyckie ks. Jana Twardowskiego czy wystawy, np. plakatu. W przypadku inscenizacji – jak wszystkie inicjatywy bezpłatnych – widownia wypełniała nie tylko pomieszczenia kościoła, ale wielu widzów zajmowało również zrujnowane mury czy wręcz siedziało na drzewach. Kościół i okoliczne budynki parafialne stał się ośrodkiem wspólnoty społecznej par excellence.
Wielki Piątek 5 kwietnia 1985 roku był najbardziej pamiętnym dniem w historii kościoła lat 1980.; pierwszorzędny zespół teatralny kierowany przez Andrzeja Wajdę wystawił po raz pierwszy Wieczernik Ernesta Brylla. Przy temperaturze nieco powyżej zera i w scenerii czerwonych ceglanych podziemi, gęsto zapełnionych stojącym tłumem, sztuka okazała się elektryzującym doświadczeniem ocierającym się o mistycyzm. Dramat był wystawiany w kościele 15 razy; nagrany na taśmę, oglądany był wielokrotnie w kraju i za granicą. Innym kamieniem milowym była Niebo nowe i ziemia nowa?, wystawa Marka Rostworowskiego z roku 1985, zaprojektowana jako “refleksja nad dezintegracją obrazu człowieka”. Jej znaczenie związane było z ogromem skali i uczestnictwem plejady najlepszych polskich artystów plastyków. Wydarzenie miało nieco bardziej konserwatywny wydźwięk niż awangardowe przedsięwzięcie Boguckiego, aczkolwiek również Rostworowski pozostawał pod ogromnym wrażeniem specyficznego miejsca i scenerii.

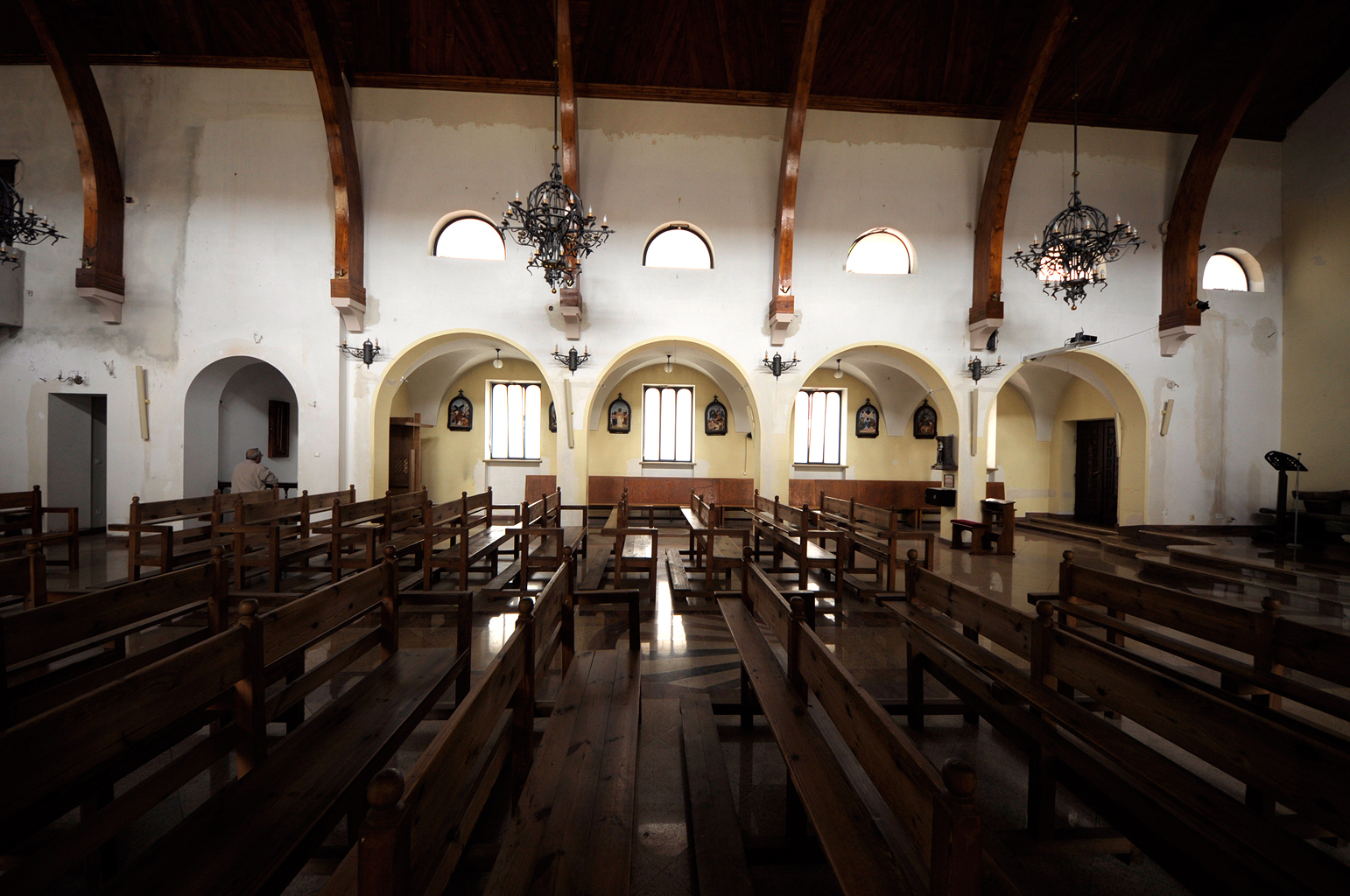
w kierunku nawy zachodniej

W końcu lat 1980 inicjatywom artystycznym zaczęły towarzyszyć przedsięwzięcia stricte polityczne. Te pierwsze obejmowały Dzwonek Niedzielny, “tygodnik mówiony” animowany głównie przez małżeństwo Bratkowskich, Drogę świateł, kolejne wielkie wydarzenie multimedialne Boguckiego, zaplanowane jako doświadczenie ekumeniczne które już wówczas z trudem mieściło się w ramach katolickiej formuły, wystawę prac uczniów Wernera Kautscha i jego Szkoły Kassel oraz szereg innych. Te drugie obejmowały seminarium poświęcone prawom człowieka, zorganizowane w roku 1987 przez Ruch Wolność i Pokój i obsadzone przez delegatów z 16 krajów. Pod koniec dekady pomieszczenia kościelne zaczęły gościć liderów pół-konspiracyjnej Solidarności; podczas jednego z ich spotkań pod koniec roku 1988 powołali oni Komitet Obywatelski przy Lechu Wałęsie, ciało które wkrótce stało się nieformalnym kierownictwem ruchu opozycji politycznej. Komitet spotykał się na Żytniej przez kilka miesięcy i potem koordynował też kampanię Solidarności podczas wyborów sejmowych z roku 1989. Warszawska akademicka grupa religijna spotykała się regularnie na terenie plebanii.

## Okres przejściowy

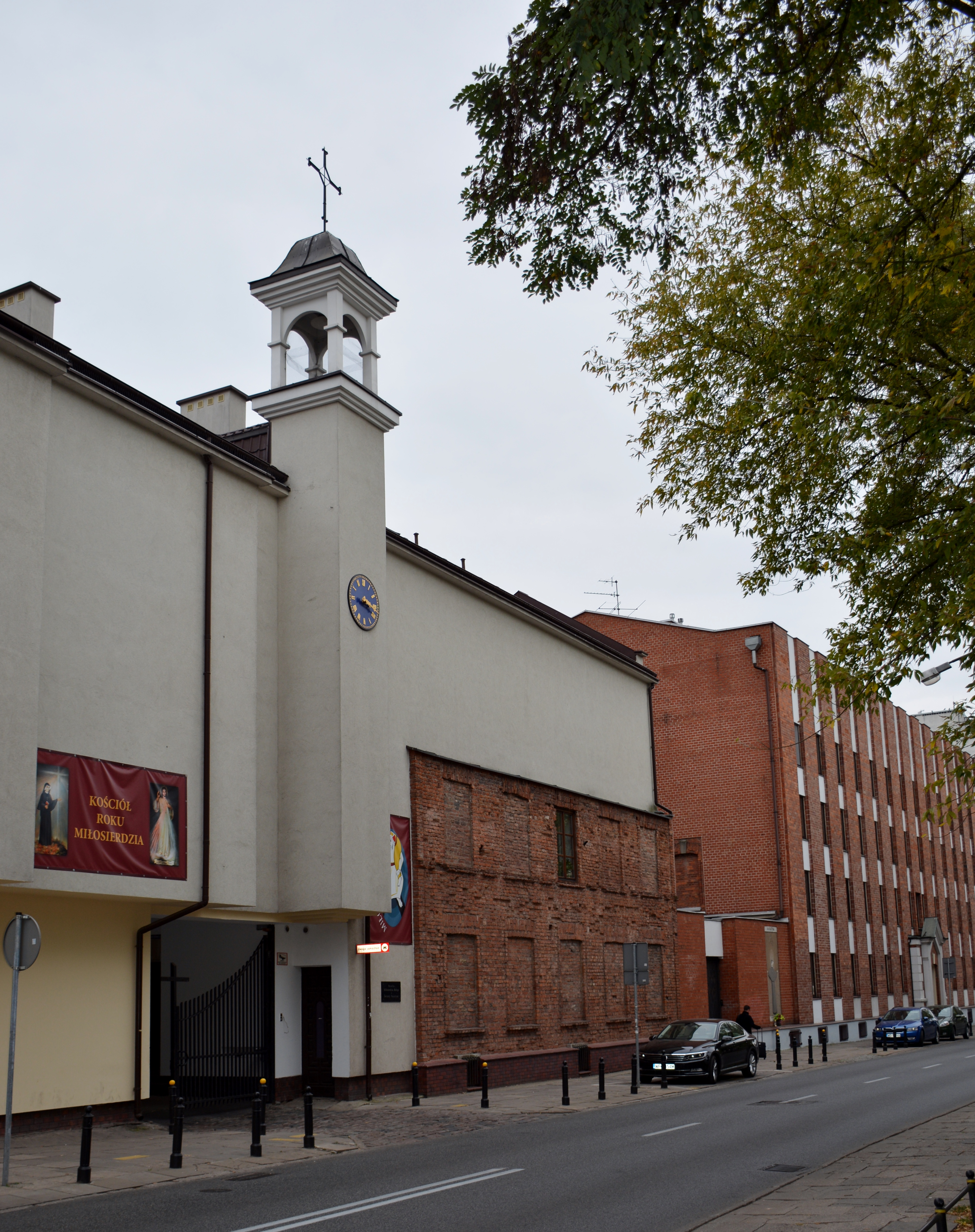
fasada północna, widok obecny

Transformacja systemowa w Polsce oznaczała dla kościoła Miłosierdzia Bożego ogromną zmianę; artyści i politycy opuścili parafię niemal z dnia na dzień, przejmując oficjalne instytucje. Proboszcz starał się utrzymać kościół w nurcie szerokiej działalności publicznej poprzez kultywowanie wątku ekumenicznego; w latach 1989–1993 parafia utrzymywała dość intensywne kontakty z buddystami, goszcząc mnichów i organizując spotkanie z Dalajlamą. Główna uwaga Czarnowskiego zwrócona była jednak na działalność charytatywną. W roku 1990 na sąsiednim rogu otworzył on jadłodajnię dla biednych działającą pod nazwą „TYLKO z darów miłosierdzia”, która wydawała około 800–1000 posiłków dziennie. W niewykończonych jeszcze pomieszczeniach plebanii otworzono noclegownię i łaźnię; oferta skierowana była głównie do bezdomnych, ale również do samotnych matek. Po 20 latach chałupniczych prac remontowych, w połowie lat 1990. budynek kościoła zmienił się z zamkniętej ruiny w surową świątynię; największe zmiany obejmowały montaż prymitywnego dachu z akrylowego szkła, osadzenie trwałych okien, przykrycie piwnic drewnianą podłogą i wprowadzenie podstawowego wyposażenia wnętrz, przede wszystkim ławek.
W roku 1997 Czarnowski skierowany został na nowe stanowisko; okoliczności jego odejścia z Żytniej pozostają niejasne. Został zastąpiony przez nowego proboszcza, Tadeusza Polaka, który w zgodzie z większością parafian uznał, że budynek kościoła wymaga gruntownej i całkowitej przebudowy. Poważne prace rozpoczęły się na początku XXI wieku, tym razem prowadzone już były przez profesjonalne firmy budowlane. W ciągu 5 lat ściany zostały wzmocnione żelaznymi zbrojeniami, nawa główna została wydłużona o kolejne 5 metrów, zbudowano nową kruchtę, wzdłuż ściany wschodniej dodano drugą nawę boczną i przebito nowe wejście, przebudowano i powiększono absydę, otynkowano mury z czerwonej cegły tak wewnątrz jak zewnątrz, zamontowano nowe okna, a akrylowy dach zastąpiono ceramicznym. W roku 2007 zmiany zostały ukoronowane wymianą drewnianej podłogi na nową, marmurową.

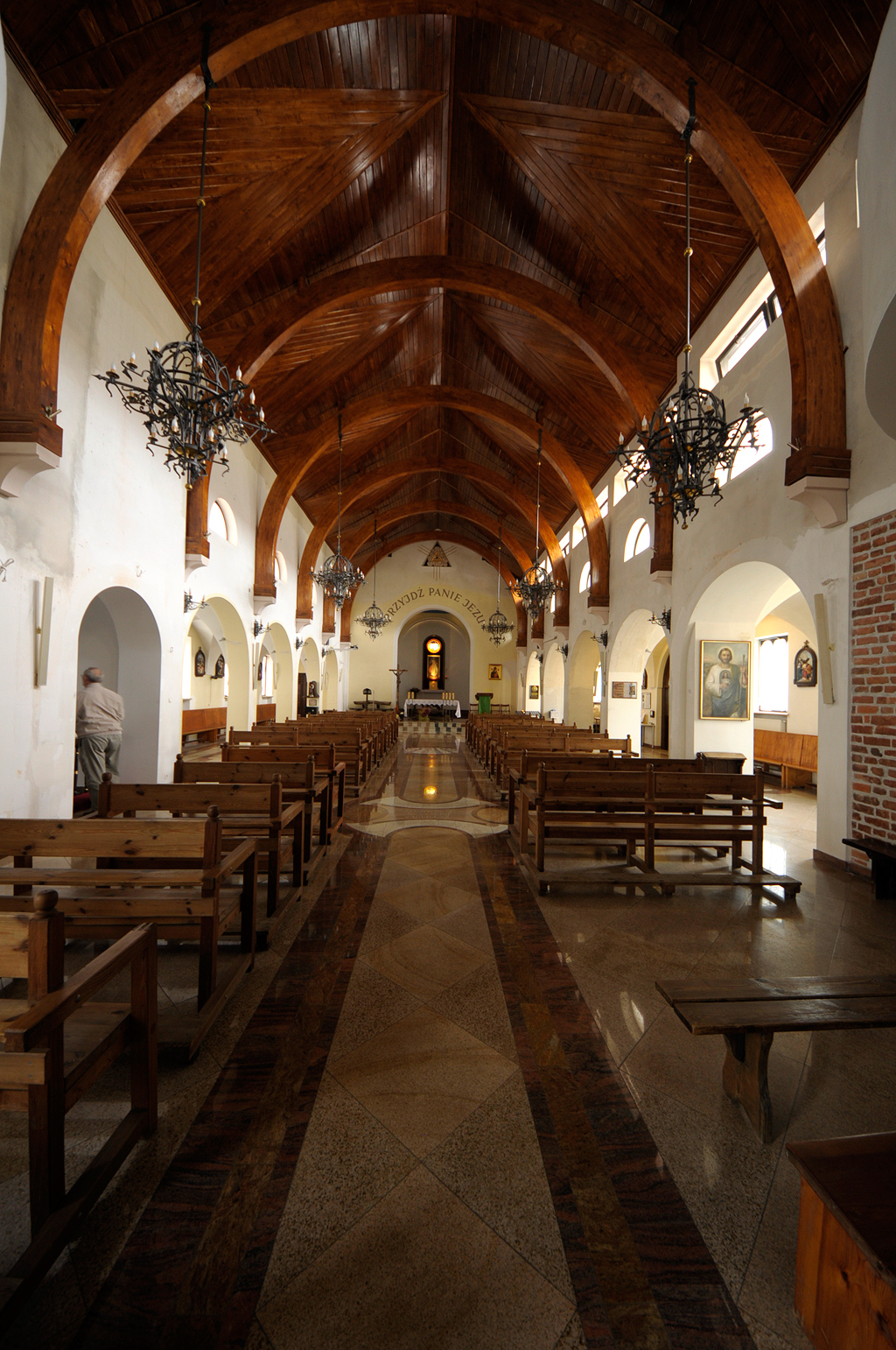
wzdłuż osi nawy głównej kościoła, widok obecny

Prace rozpoczęte przez ks. Polaka wywołały wiele kontrowersji. Sceptycy twierdzili, że przebudowa usuwa historyczny zabytek, zniszczy unikatowe malownicze wnętrze, pozbawia miasto nieformalnego pomnika Powstania Warszawskiego i stanowi naruszenie prawa konserwatorskiego. Niektórzy zwracali uwagę, że nabożeństwa w surowych, zrytych przez kule ceglanych ścianach z gwiazdami świecącymi ponad przezroczystym dachem stanowią niezapomniane doświadczenie; inni twierdzili, że nowy projekt to banalna konstrukcja bez żadnej wartości architektonicznej. W roku 2001 wojewódzki konserwator zabytków wniósł o wpisanie budynku do rejestru obiektów chronionych; mitręga biurokratyczna została uwieńczona sukcesem w roku 2003, gdy prace budowlane były już w pełnym toku. Zdaniem zwolenników przebudowy kruszejące mury stanowiły zagrożenie dla wiernych, akrylowy dach gwarantował cieplarniane temperatury latem, a mróz zimą, po zbudowaniu w sąsiedztwie dużych osiedli mieszkaniowych mały kościół przestał wystarczać znacznie powiększonej wspólnocie wiernych i że jeśli był pomnikiem, to raczej niemieckiego barbarzyństwa i komunistycznej złośliwości niż powstania warszawskiego.
Konflikt ogniskował się wokół kilku osi, zaznaczając narastającą wrogość między coraz bardziej postępowymi i świeckimi elitami a coraz bardziej tradycjonalistycznym Kościołem. Zwolennicy przebudowy sądzili, że elita artystyczna i intelektualna zamierzała zachować kościół jako coś w rodzaju pomnika swojej własnej aktywności z lat 1980. Oponenci utrzymywali, że polski Kościół zdominowany jest przez kiczowatą estetykę błyskotek, nowobogackie tendencje do popisywania się zamożnością i generalnie myślenie w kategoriach ograniczonych horyzontów. Niektórzy doszli do wniosku, że kościelni decydenci nie życzą sobie konkurencji dla kultu św. Faustyny, zwłaszcza że świątynia miała być podniesiona do rangi sanktuarium. Garść obserwatorów zauważyła, że w Polsce po okresie zbliżenia z lat 1980. drogi artystów i Kościoła zaczęły się rozchodzić i że oba środowiska ostatecznie znalazły się w przeciwnych obozach.

## Współczesność

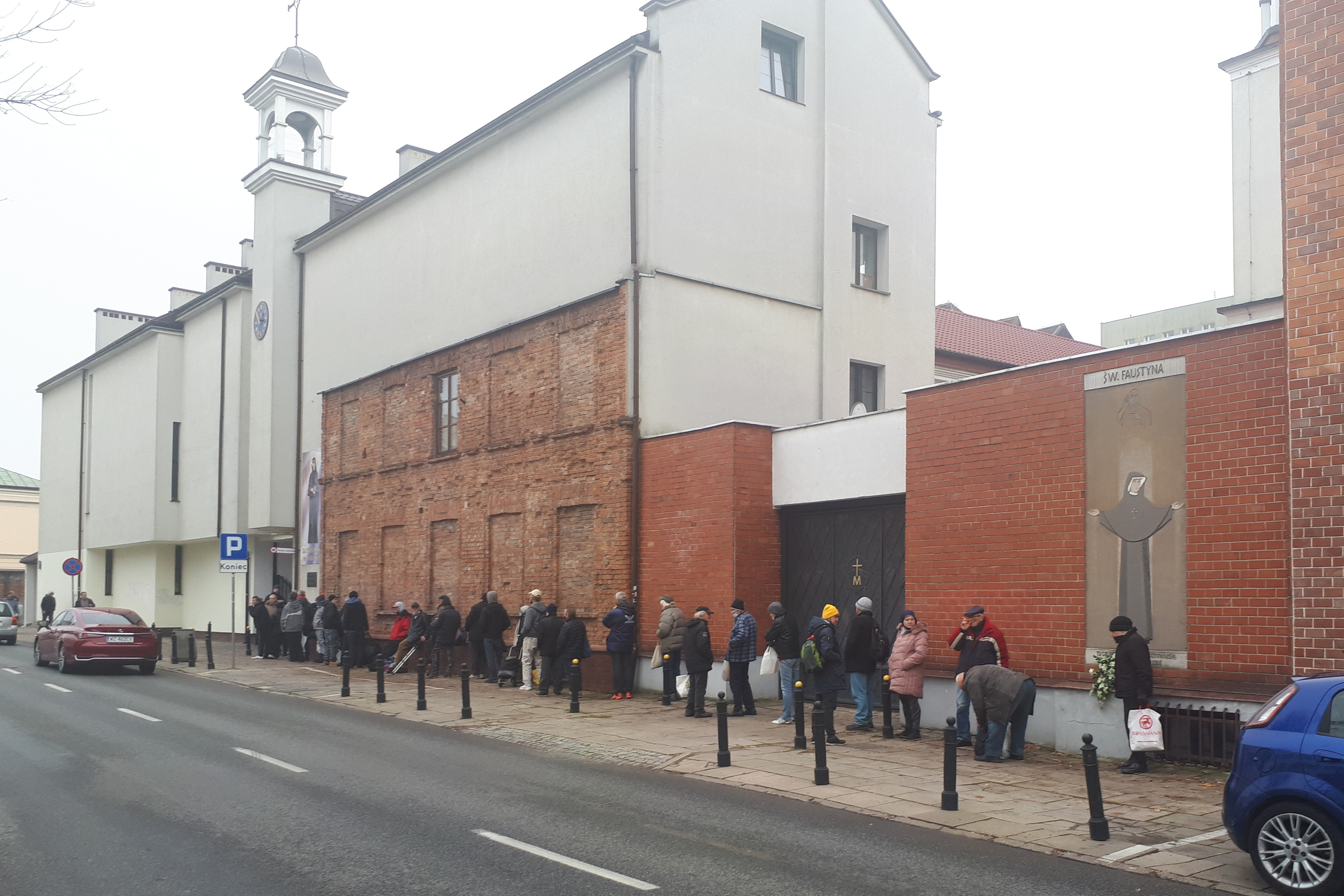
Żytnia, kolejka do posiłku Caritas

Dwie inicjatywy ks. Polaka do dziś wyróżniają parafię Miłosierdzia Bożego i św. Faustyny; jedna to nieustająca adoracja Najświętszego Sakramentu, trwająca od włamania z roku 2000, druga to popularne święto uliczne Żytnią do nieba, organizowane corocznie w początkach września od roku 2005. Ks. Polak został przeniesiony na kolejne stanowisko w roku 2011; żadne ze źródeł nie podaje szczegółów ani nie informuje o przyczynach jego przeniesienia. Jako proboszcz został zastąpiony przez ks. Krzysztofa Stosura, który jeszcze przez jakiś czas kończył prace remontowe we wnętrzu świątyni. Kontynuuje on większość inicjatyw swoich poprzedników i typowych dla większości parafii rzymskokatolickich w Polsce, jak np. kółko różańcowe czy służba ministrantów. Kontynuowana jest również działalność dobroczynna, aczkolwiek jej format uległ pewnym zmianom. Jadłodajnia na rogu ulic Leszno i Okopowej została zamknięta i służba dobroczynna odbywająca się na terenie plebanii i w okolicy jest formalnie prowadzona przez Caritas, aczkolwiek kolejki bezdomnych są nadal charakterystycznym obrazkiem w okolicy i znakiem firmowym kościoła.
| proboszczowie na Żytniej |                 |
| nazwisko                 | okres           |
| Wojciech Czarnowski      | 1980–1997       |
| Tadeusz Polak            | 1997–2011       |
| Krzysztof Stosur         | 2011–do dzisiaj |

Ks. Stosur wystąpił z szeregiem nowych inicjatyw, jak np. Modlitewna Grupa Wsparcia, juniorska drużyna piłki nożnej, pokazy filmów w wybranych kinach Warszawy, zniżki oferowane przez zaprzyjaźniony teatr czy wycieczki autokarowe prowadzące popularnymi trasami turystyki religijnej. W kościele nadal odbywają się wydarzenia kulturalne, aczkolwiek nie przypominają już one zakrojonych na szeroką skalę i znanych w całym kraju epizodów z lat 1980.; co jakiś czas parafia gości sztuki teatralne, koncerty, recitale, projekcje filmowe, wykłady czy sesje poetyckie. Nową inicjatywą jest nabożeństwo sprawowane wieczorem 2 sierpnia, organizowane w rocznicę mszy batalionu Parasol z 1944 roku; uczestniczy w nim zwykle grupa rekonstruktorów w pełnym umundurowaniu bojowym, a po mszy parafianie i goście wędrują szlakiem powstańczych walk w okolicy.
| kluczowe daty w historii kościoła |                                        |
| data                              | opis                                   |
| 1 listopada 1862                  | konsekracja kaplicy                    |
| 1 sierpnia 1925                   | Helena Kowalska przyjęta do klasztoru  |
| 9 sierpnia 1944                   | kościół zajęty i spalony przez Niemców |
| 20 kwietnia 1973                  | pierwsza powojenna msza                |
| 15 grudnia 1980                   | kościół staje się siedzibą parafii     |
| 5 kwietnia 1985                   | pierwsze wystawienie Wieczernika       |
| 18 grudnia 1988                   | założenie Komitetu Obywatelskiego      |
| 23 kwietnia 2017                  | kościół staje się sanktuarium          |

23 kwietnia 2017 kościół został podniesiony do rangi sanktuarium, obiektu związanego “ze szczególną przyczyną pobożności”. Przyczyną tą jest związek ze św. Faustyną; kościół został przemianowany na „pod wezwaniem Bożego Miłosierdzia i św. Faustyny". W kategoriach praktycznych zmiana oznacza wciągnięcia kościoła na listę celów popularnej w Polsce turystyki religijnej i dalszy napływ pielgrzymów podążających śladami św. Faustyny. Budynek kościoła po raz pierwszy od wielu lat nie jest terenem robót budowlanych; architektura budynku określana jest jako nawiązująca do świątyń wczesnochrześcijańskich, z wnętrzem zdominowanym przez łuki. Sanktuarium jest obecnie domem dla 6 księży, oprócz proboszcza dla 3 wikariuszy i 2 rezydentów; utrzymują oni witrynę internetową, konto na Facebooku i wydają cotygodniowy biuletyn Miłosierdzie. Poziom religijności w parafii jest poniżej ogólnopolskiej i warszawskiej średniej; podczas gdy dla kraju średni odsetek dominicantes wynosi 45%, a dla stolicy 27%, na Żytniej utrzymuje się w granicach 16%.